# الفاصل الزمني
المسافة الزمنية أو المكانية بين المركبات، والمعروفة اصطلاحًا بـ"الفاصل الزمني" ، هي المسافة أو المدة الزمنية الفاصلة بين مركبتين متتابعتين في نظام نقل معيّن. يُقصد بـ"الحد الأدنى للفاصل الزمني" أقصر مسافة أو مدة يمكن تحقيقها في النظام دون أن يؤدي ذلك إلى تقليل سرعة المركبات. تختلف التعاريف الدقيقة لهذا المصطلح بحسب السياق التطبيقي، إلا أن القياس الأكثر شيوعًا يتمثل في حساب المسافة من مقدمة مركبة ما إلى مقدمة المركبة التالية خلفها. ويمكن التعبير عن هذا الفاصل إما بمسافة فيزيائية بين المركبات، أو بالزمن الذي تستغرقه المركبة الخلفية لقطع تلك المسافة. يدل الفاصل الزمني "الأقصر" على تقارب أكبر بين المركبات. فمثلًا، تعمل الطائرات بفواصل زمنية تقاس بالساعات أو حتى بالأيام، بينما تُقاس الفواصل في قطارات الشحن وقطارات الضواحي بأجزاء من الساعة. أما قطارات الأنفاق والقطارات الخفيفة فغالبًا ما تتراوح فواصلها الزمنية بين 90 ثانية و20 دقيقة. وعلى الطرق السريعة، قد تصل الفواصل الزمنية بين المركبات إلى أقل من ثانيتين فقط.
يُعدّ الفاصل الزمني عنصرًا أساسيًا في حساب السعة الإجمالية للمسار في أي نظام نقل. إذ إن النظام الذي يتطلب فواصل زمنية كبيرة تكون فيه المساحات الفارغة بين المركبات أكثر من القدرة الاستيعابية للركاب، مما يقلل العدد الإجمالي للركاب أو كمية البضائع التي يمكن نقلها على طول مسار معين، مثل خط سكة حديد أو طريق سريع. في هذه الحالة، يلزم تحسين السعة من خلال استخدام مركبات ذات حجم أكبر. الأنظمة التي تعتمد فواصل زمنية قصيرة، كما هو الحال في السيارات على الطرق السريعة، يمكنها تحقيق سعات نقل كبيرة نسبيًا، رغم أن كل مركبة تحمل عددًا قليلاً من الركاب.
يُستخدم مصطلح "الفاصل الزمني" غالبًا في سياق النقل بالسكك الحديدية والنقل بالحافلات، حيث تكون الفواصل الزمنية القصيرة ضرورية لنقل أعداد كبيرة من الأشخاص ضمن أنظمة النقل الجماعي بالقطارات والحافلات السريعة. ويتطلب تحقيق فواصل زمنية منخفضة بنية تحتية إضافية، مما يجعل تقليص الفاصل الزمني أمرًا مكلفًا من الناحية الاقتصادية.
وتحتاج المدن الكبرى الحديثة إلى أنظمة قطارات ركاب ذات سعات هائلة، وتُسهم الفواصل الزمنية القصيرة في تلبية الطلب على الركاب، باستثناء أكثر المدن ازدحامًا في العالم. 

لقد أدت أنظمة الإشارات الحديثة وتقنيات التحكم بالقطارات المتحركة إلى تقليص الفواصل الزمنية بشكل كبير في الأنظمة المعاصرة مقارنة بالخطوط نفسها قبل بضع سنوات فقط. فمن حيث المبدأ، يمكن للأنظمة الآلية للنقل الشخصي وأرتال السيارات المتحركة في تشكيلات متتابعة أن تخفض الفواصل الزمنية إلى أجزاء من الثانية فقط.

## التدابير المختلفة
هناك عدة طرق مختلفة لقياس وتمثيل مفهوم المسافة بين المركبات. ترجع هذه الاختلافات في الغالب إلى التطورات التاريخية التي شهدها العالم.
نشأ مصطلح "الفاصل الزمني" في سياق استخدام السكك الحديدية، حيث كانت المسافة بين القطارات كبيرة جدًا مقارنة بطول القطارات نفسها. فكان قياس الفاصل الزمني من مقدمة قطار إلى مقدمة القطار التالي أمرًا بسيطًا ومتوافقًا مع جداول مواعيد القطارات. غير أن اعتماد هذا القياس بين الرأسين لا يضمن دائمًا تحقيق معايير السلامة. أما في قطارات الاتفاق، حيث تكون أطوال القطارات موحدة وقصيرة، بينما يكون الفاصل الزمني المسموح به للتوقف أطول بكثير، فإنه يمكن اعتماد قياس الرأس إلى الرأس مع إضافة هامش بسيط للسلامة. أما في الحالات التي تختلف فيها أطوال المركبات وقد يتجاوز طولها مسافة التوقف أو المسافات الفاصلة بينها، كما هو الحال مع قطارات الشحن أو الطرق السريعة، فإن القياس من المقدمة إلى المؤخرة هو الأكثر شيوعًا واعتمادًا.
تتعدد أيضًا وحدات قياس الفاصل الزمني. وأكثر المصطلحات شيوعًا هو التعبير عنه بالزمن الذي يستغرقه مرور مركبة تلو الأخرى، وهو أسلوب يقارب الطريقة التقليدية التي كان يُقاس بها الفاصل الزمني قديمًا. إذ يُضبط المؤقت عند مرور قطار بنقطة معينة، ثم يُحسب الزمن حتى يمر القطار التالي، مما يعطي الزمن بين الرأسين. يمكن التعبير عن هذا القياس نفسه بوحدة عدد المركبات في الساعة، كما هو معمول به مثلًا في شبكة قطارات أنفاق موسكو.  أما القياسات القائمة على المسافة، فهي شائعة نسبيًا في التطبيقات غير المتعلقة بالقطارات، كالمركبات على الطرقات، وإن كانت قياسات الزمن لا تزال شائعة في هذه السياقات أيضًا.

## أنظمة المسافات المنخفضة
يتم تحديد المسافة الفاصلة بين المركبات وفقًا لمعايير مختلفة تتعلق بالسلامة، غير أن المفهوم الأساسي يظل ثابتًا، وهو ترك مسافة زمنية كافية تتيح للمركبة أن تتوقف بأمان خلف المركبة التي أمامها. لكن معيار "التوقف الآمن" ليس له حل بديهي دائمًا؛ إذ إن المركبة إذا تبعت المركبة التي أمامها مباشرة، فإن تلك الأخيرة ببساطة لا يمكنها التوقف بسرعة كافية لإحداث ضرر بالمركبة التي تليها. من الأمثلة على ذلك القطارات التقليدية، حيث تكون العربات موصولة ببعضها وتفصل بينها بضعة مليمترات فقط في وصلات الربط. فحتى عند استخدام القاطرة للفرامل الطارئة، لا تتعرض العربات التالية لأي ضرر لأنها تسد بسرعة الفراغ في الوصلات قبل أن يتسع فارق السرعة بينها.

## سعة الطريق والمسار
تُحدد سعة المسارات بثلاثة معايير رئيسة: عدد الركاب (أو وزن الحمولة) لكل مركبة، والسرعة الآمنة القصوى للمركبات، وعدد المركبات التي تمر في وحدة زمنية معينة. وبما أن الفاصل الزمني يؤثر في اثنين من هذه العوامل الثلاثة، فإنه يُعد من الاعتبارات الأساسية في حسابات السعة. ويُحدد الفاصل الزمني بدوره بأداء نظام الكبح، أو بأي عامل خارجي يعتمد عليه، مثل أحجام الكتل في أنظمة التحكم. وباتباع الطرق التي عرضها أندرسون، يمكن بناء هذه المعادلات لتقدير السعة بناءً على تلك المحددات.

## الحد الأدنى للمسافة الآمنة
الحد الأدنى الآمن للفاصل الزمني، المقاس من مقدمة مركبة إلى مؤخرة المركبة التي تسبقها، يُحدد وفقًا لأداء نظام المكابح، ويُعبر عنه بالصيغة التالية:
الفاصل الزمني الأدنى الآمن = زمن الاستجابة + (السرعة القصوى ÷ أقصى معدل تباطؤ).
هذا يعني أن الفاصل الزمني الأدنى الذي يمكن السماح به بأمان يعتمد على:
- زمن الاستجابة: وهو الزمن الذي يستغرقه السائق أو النظام للكشف عن الحاجة إلى التوقف والبدء في تنفيذ الكبح.
- أقصى معدل تباطؤ: أي أعلى قدرة للمركبة على تقليل سرعتها دون أن تفقد السيطرة أو تتعرض للضرر.

فكلما تحسّن زمن الاستجابة وزادت كفاءة الكبح، أمكن تقليص الفواصل الزمنية بين المركبات مع الحفاظ على معايير السلامة.
المعادلة: 
ف = ز + (م × س ÷ 2) × ((1 ÷ تت) - (1 ÷ تم))
الشرح:
- ف: الفاصل الزمني الأدنى الآمن  وهو الزمن الأدنى اللازم بين مركبتين لضمان توقف آمن.
- ز: زمن الاستجابة  وهو الزمن الذي يستغرقه السائق أو النظام لبدء الكبح بعد إدراك الخطر.
- م: معامل الأمان  وهو قيمة معيارية تُضاف لضمان هامش أمان إضافي في الحسابات.
- س: السرعة  وهي سرعة المركبة وقت بدء الكبح.
- تت: تباطؤ المركبة التابعة  وهو أقصى معدل تباطؤ تستطيع تحقيقه المركبة التي تتبع.

- تم: تباطؤ المركبة المتقدمة  وهو أقصى معدل تباطؤ تستطيع تحقيقه المركبة التي في المقدمة.